# بریستول نوع ۸۴ بلادهوند
بریستول نوع ۸۴ بلادهوند (به انگلیسی: Bristol Type 84 Bloodhound) یک هواگرد ساختِ کارخانهٔ بریستول ایروپلین در کشور بریتانیا است . این هواگرد برای نخستین بار در ۱ مه ۱۹۲۳ میلادی مورد استفاده قرار گرفت.